# ROX Desktop
ROX Desktop è un ambiente desktop costruito intorno al file manager ROX, il suo componente principale.
Originariamente pensato per portare su piattaforme Unix-like le innovazioni nell'usabilità introdotte dall'interfaccia del RISC OS, il progetto si è evoluto sino a diventare un ambiente a sé stante, custodendo l'intento originale solo nel nome (ROX è l'acronimo di RiscOS On X).

## Caratteristiche
L'interfaccia grafica, basata solamente sulle librerie GTK+, è pensata per essere leggera e, in quanto tale, si rivela come una valida alternativa al più famoso XFCE. A differenza di quest'ultimo, i componenti principali del ROX Desktop non usano un pool di librerie condivise: ciò consente una modularità maggiore perché non vengono favoriti i componenti basati su queste librerie.
Le caratteristiche principali del ROX Desktop sono:
- uso estensivo della tecnica del drag and drop anche in contesti piuttosto inusuali per gli altri desktop, tipo il salvataggio di un documento;
- modularità: i componenti sono indipendenti tra di loro e possono venir utilizzati indipendentemente;
- supporto delle application directory che consente di trattare le applicazioni ROX come delle directory (possono essere spostate, copiate, eliminate ed eseguite come fossero una normale cartella);
- Zero Install, un sistema di installazione dei pacchetti col drag and drop, basato sulle application directory;
- estensibilità (opzionale) tramite linguaggio Python.

## Localizzazione
Il ROX Desktop è disponibile in italiano, basco, ceco, cinese, danese, estone, finlandese, francese, galiziano, giapponese, norvegese, olandese, polacco, portoghese, portoghese brasiliano, rumeno, russo, slovacco, spagnolo, tedesco, ucraino, ungherese e vietnamita.

## Componenti
Sebbene totalmente indipendenti, gli sviluppatori mantengono una serie di componenti considerati come il nucleo del ROX Desktop.
- ROX-Filer — file manager e componente principale. Consente la navigazione nel file system, la gestione della scrivania con le icone e, opzionalmente, può fornire delle barre degli strumenti personalizzabili per l'esecuzione dei comandi più comuni.
- OroboROX — un window manager basato su Oroborus, progettato specificatamente per il ROX. Molto leggero ma limitato nelle funzioni.
- Archive — consente di gestire (sempre tramite drag and drop) i file compressi, tra cui zip, tar, gz and bz.
- ROX-Session — un semplice gestore della sessione grafica.
- Edit — editor di testo con funzioni base.
- AddApp — gestore di installazione applicazioni usato da zeroinstall.
- ROX-Lib — Libreria python di supporto per lo sviluppo di plugin aggiuntivi.

Oltre ai componenti del nucleo è disponibile una innumerevole serie di plugin che svolgono le funzioni più disparate. Una collezione piuttosto fornita può essere consultata direttamente sul sito ufficiale.